# サレラーノ・スル・ランブロ
サレラーノ・スル・ランブロ（伊: Salerano sul Lambro）は、イタリア共和国ロンバルディア州ローディ県にある、人口約2,600人の基礎自治体（コムーネ）。

## 地理

### 位置・広がり

#### 隣接コムーネ
隣接するコムーネは以下の通り。括弧内のMIはミラノ県所属を示す。
- ボルゴ・サン・ジョヴァンニ
- カザレット・ロディジャーノ
- カゼッレ・ルラーニ
- カスティラーガ・ヴィダルド
- ローディ・ヴェッキオ
- サン・ゼノーネ・アル・ランブロ (MI)

### 気候分類・地震分類
気候分類では、zona E, 2592 GGに分類される。
また、イタリアの地震リスク階級 (it) では、zona 3 (sismicità bassa) に分類される。